# Harakiri (pel·lícula de 1962)
Harakiri (切腹 Seppuku) és una pel·lícula japonesa de 1962 dirigida per Masaki Kobayashi i basada en la novel·la Ibun rônin-ki, de Yasuhiko Takiguchi. La trama es desenvolupa entre 1619 i 1630, durant el Període Edo i el shogunat Tokugawa, i relata la història de Hanshirō Tsugumo, un rōnin o samurai sense amo.

## Argument
En 1630, després d'un llarg període de pau després del final de les guerres civils amb l'establiment del shogunat Tokugawa, milers de samurais es troben sense amo i abocats a la pobresa i el desemparament. Segons dictava el bushidō o codi samurai, una honrosa sortida a tal situació era el ritual de suïcidi conegut com seppuku o harakiri.
Un vell i empobrit rōnin, Tsugumo Hanshirō, que havia servit al clan Geishu abans de la seva abolició, acudeix a la casa del clan Iyi sol·licitant un lloc digne en el que practicar-se el harakiri. És rebut per el regent Saitō Kageyu, que, per a disuadir-lo, li relata la història d'un altre jove samurai, Motome Chijiiwa, qui també havia servit al clan Geishu, i que va arribar sota la falsa pretensió de practicar-se el harakiri, amb l'esperança de rebre unes monedes en comptes. El clan, per a disuadir a altres rōnin que acudissin amb la mateixa intenció, força a Motome a practicar-se el harakiri malgrat d'haver descobert que les seves espases eren falses i fabricades amb bambú, amb lo qual el suïcidi es torna en una penosa y agonitzant mort.
Després d'escoltar el relat, Hanshirō segueix determinat a practicar-se el harakiri, i en Kageyu accepta la petició confiat en que allò reafirmarà la moral i la fama del clan Iyi. Abans de començar el ritual, presidit per Kageyu i rodejar dels membres del clan, Hanshirō demana relatar els fets que l'han conduït a tal situació.
Recorrent al flashback, narra el seu vincle amb el jove Motome Chijiwa, la protecció del qual va ser confiada pel seu pare, un amic samurai del clan Geishu que va morir per harakiri després de la dissolució del clan. Hanshirō va criar sol a Motome i a la seva propia filla Miho, que acabarien casant-se i donant-li un net. Però la situació de pobresa de la família porta a la seva filla Miho i al seu net a emmalaltir, per lo que Motome, sense diners per un metge i havent empenyorat ja les seves espases, decideix provar sort en la residència del clan Ily. Pocs dies després, tres homes del clan Iyi li tornen el cos sense vida de Motome, i en els dies següents moren la seva filla i el seu net. Completament sol, Hanshirō busca d'un en un als tres membres del clan que li havien tornat a Motome per batre's en un enfrontament amb ells, tallant-lis les seves cues en lloc de matar-los, un acte que suposa una absoluta humiliació per a un samurai.
Després del seu relat, el regent Kageyu, conscient que Hanshirō busca venjar la mort de Motome, ordena als seus homes matar-lo. En un gran combat per tot el palau, Hanshirō dona mort a varios homes i destrossa la figura del Ídol del clan, emblema i personalització del honor del clan. Abans de ser abatut, Hanshirō, malferit, es practica el harakiri.
Kageyu, per a preservar l'honor del clan, restaura el Ídol i ordena als seus dos homes humiliats per Hanshirō al tallar-lis la cua que es practiquin el harakiri (dels tres que eren, un ja ho havia fet). Finalment, oculta també les baixes causades per Hanshirō durant el combat en palau, fent constar en els diaris que han sigut ocasionades per malaltia, borrant així tot rastre del fals honor del clan que van posar en relleu el relat i els fets posteriors.

## Repartiment
| Actor           | Personatge       |
| Tetsuya Nakadai | Tsugumo Hanshirō |
| Rentarō Mikuni  | Saitō Kageyu     |
| Shima Iwashita  | Tsugumo Miho     |
| Akira Ishihama  | Chijiiwa Motome  |
| Tetsurō Tamba   | Omodaka Hikokuro |
| Ichiro Nakaya   | Yazaki Hayato    |
| Yoshio Aoki     | Kawabe Umenosuke |

## Temes
La pel·lícula plasma la situació de pobresa i desemparament en el que s'hi van trobar milers de samurais després de l'establiment del shogunat Tokugawa en 1603. El shogunat, que va mantenir-se en el poder fins a la Restauració Meiji de 1868, va caracteritzar-se per una fèrria centralització i va inaugurar un període de pau en el que molts samurais, especialment els que servien a senyors de la guerra derrotats per els Tokugawa, van quedar sense amo, creant-se així la figura del rōnin o samurai sense amo.
La pel·lícula critica també la hipocresia del codi d'honor dels Daimyo o senyors feudals, preocupats només de mantenir les aparences i la reputació del seu clan, encara que per allò haguessin d'amagar la veritat.

## Premis
La pel·lícula va competir en el Festival de Canes de 1963, rebent el Premi del Jurat.

## Remake
En 2011, el director japonés Takashi Miike va realitzar una nova versió de la pel·lícula en 3D titulada Hara-Kiri: Mort d'un samurai, que fou estrenada en el Festival de Canes de 2011.